# Kong: L'illa Calavera
Kong: L'illa Calavera (originalment en anglès, Kong: Skull Island) és una pel·lícula estatunidenca de monstres de 2017 dirigida per Jordan Vogt-Roberts i escrita per Dan Gilroy, Max Borenstein, i Derek Connolly. És un rellançament de la franquícia King Kong, i serveix com el segon film del MonsterVerse de Legendary Entertainment. És protagonitzat per Tom Hiddleston, Samuel L. Jackson, John Goodman, Brie Larson, Jing Tian, Toby Kebbell, John Ortiz, Corey Hawkins, Jason Mitchell, Shea Whigham, Thomas Mann, Terry Notary, i John C. Reilly. La pel·lícula està ambientada en el 1973, quan un equip de científics i soldats de la guerra del Vietnam viatgen a una illa no registrada del Pacífic anomenada illa Calavera. Allí es troben amb criatures terrorífiques abans de topar-se amb el poderós Kong, un gegantí simi que és l'últim de la seua espècie. L'1 de gener de 2021 va estrenar-se la versió doblada al català a TV3.